# برايان جنكينز (لاعب كرة قدم أمريكية)
برايان جنكينز (بالإنجليزية: Brian Jenkins)‏ هو لاعب كرة قدم أمريكية أمريكي، ولد في 4 مارس 1971 في فورت لودرديل في الولايات المتحدة.